# Pappagiánnis
Pappagiánnis (Papagiannis) är en ort i Grekland.   Den ligger i prefekturen Nomós Florínis och regionen Västra Makedonien, i den norra delen av landet, 400 km nordväst om huvudstaden Aten. Pappagiánnis ligger 603 meter över havet och antalet invånare är 581.
Terrängen runt Pappagiánnis är huvudsakligen platt, men västerut är den kuperad. Runt Pappagiánnis är det ganska glesbefolkat, med 25 invånare per kvadratkilometer. Närmaste större samhälle är Florina, 9,7 km sydväst om Pappagiánnis. Trakten runt Pappagiánnis består till största delen av jordbruksmark.